# Beomgye-dong
Beomgye-dong (범계동) là phường của quận Dongan trong thành phố Anyang, tỉnh Gyeonggi, Hàn Quốc.

## Liên kết
- Beomgye-dong (tiếng Hàn)